# چیونگ تان‌سانگ
چیونگ تان‌سانگ (ویتنامی: Trương Tấn Sang؛ زاده ۲۱ ژانویهٔ ۱۹۴۹) یک سیاست‌مدار اهل ویتنام است. وی رئیس‌جمهوری سابق ویتنام بود.